# 經濟部商業發展署
經濟部商業發展署（簡稱商業署、商發署）為中華民國經濟部所屬機關，主管商業事務及公司設立登記等，前身為經濟部內部單位「經濟部商業司」。

## 沿革
- 1949年5月10日，總統令公布《經濟部組織法》，將工商部整併農林部、水利部及資源委員會等機關，改組為經濟部；經濟部商業司隨之成立。
- 1999年1月26日，經濟部智慧財產局成立，接管原屬經濟部商業司主管之《營業秘密法》業務。
- 2004年10月1日，經濟部商業司《全國商工行政服務入口網》上線。
- 2017年1月1日，公司與有限合夥名稱及所營事業預查業務，及外國公司、中國大陸公司、實收資本額未達新臺幣5億元之金門馬祖公司、有限合夥之登記及管理業務，主管機關由經濟部商業司變更為經濟部中部辦公室。
- 2023年5月16日，立法院三讀通過《經濟部商業發展署組織法》草案。[1][2]6月7日，總統令公布《經濟部商業發展署組織法》[3]。9月26日，商業司整併原經濟部中部辦公室公司登記等業務而改組升格為「經濟部商業發展署」[4]。

## 組織架構
- 署長一人，職務列簡任第十三職等
  - 副署長二人，職務列簡任第十二職等
    - 主任秘書，職務列簡任第十一職等

單位
- 政策規劃組
- 公司登記組
- 商業環境組
- 服務發展組
- 資訊室
- 秘書室
- 主計室
- 政風室
- 人事室

## 歷任首長
經濟部商業司 司長
- 蘇文玲：—2023年9月25日

署長
- 蘇文玲：2023年9月26日—現任

## 外部連結
- 經濟部 商業發展署 （页面存档备份，存于）
- 經濟部 商工登記公示資料查詢服務（繁體中文）（英文）
- 經濟部 公司與商業及有限合夥一站式線上申請作業網站 （页面存档备份，存于）（繁體中文）（英文）
- 經濟部 全國動產擔保交易公示查詢網站（繁體中文）（英文）
- 經濟部 商工行政資料開放平台（繁體中文）
- 經濟部的Facebook專頁